# Halász Márta
Halász Márta, férjezett Halmi Jánosné (Kispest, 1905. június 4. – Budapest, 1971. július 15.) algológus. Botanikai szakmunkákban nevének rövidítése: „Halász”.

## Életrajza
Halász János posta- és távirda főtiszt és Schvartz Ilona lánya. A Pázmány Péter Tudományegyetem bölcsészettudományi karán természetrajz–kémia szakos tanári oklevelet szerzett (1926-ban), majd növénytanból, ásványtanból és kémiából doktorált.
1925-től a Szőlészeti Kutatóállomás talajtani részlegében, 1934-től az egyetemi Növényrendszertani Intézetben dolgozott, közben a tihanyi Biológiai Kutatóintézetben és 1936–1938-ban a bécsi Collegium Hungaricumban volt ösztöndíjas.
1938-ban a Magyar Nemzeti Múzeum Növénytárának (majd a később kivált Természettudományi Múzeum növénytani részlegének) munkatársa lett 1960-ban való nyugdíjazásáig.

## Munkássága
Álló- és folyóvizek lebegő szervezeteit, a planktont vizsgálta, majd a hévforrások és a szénsavas források algavegetációját kutatta. Vizsgálatai felölelték hazánk algaelőfordulásainak jellegzetes biotópjait. Az algológia minden területét ismerte. 21 tudományos publikációt tett közzé.

## Főbb munkái
- Algavegetatio a Duna soroksári ágában. Egyetemi doktori értekezés is. 85 eredeti rajzzal (Budapest, 1935 és Botanikai Közlemények, 1936)
- Bacillariak a Duna soroksári ágában. 2 táblázattal, 19 eredeti rajzzal (Botanikai Közlemények, 1937)
- Anabaenopsis hungarica spec. nov. im Phytoplankton des Velenczeer Sees in Ungarn. 1 táblával (Borbásia, 1939)
- A Velencei tó fitoplanktonja. 6 táblával, 47 eredeti rajzzal (Botanikai Közlemények, 1940)
- A Zenoga tó mohagyepjeinek Bacillaria vegetatiója (Annales Historico-Naturales Musei Nationalis Hungarici, 1941)
- Adatok a gellérthegyi forráscsoport thermális vegetatiójának ismertetéséhez. 2 táblával. – Adatok az óbudai Árpád-hőforrás algavegetatiójának ismeretéhez. 1 táblával (Annales Historico- Naturales Musei Nationalis Hungarici, 1942)
- Algológiai jegyzetek Somogy vármegye lápi formációjának ismeretéhez (Annales Historico-Naturales Musei Nationalis Hungarici, 1943)
- Egy új Microchaete-faj és megjegyzések az Anabaena planctonica Brunnth. fejlődésének ismeretéhez. 1 táblával (Botanikai Közlemények, 1943)
- Székelyföldi tőzeges lápok Desmidiáceái. 4 táblával (Annales Historico-Naturales Musei Nationalis Hungarici, 1944)
- Borszék szénsavas forrásainak mikrovegetációja. 2 melléklettel (Borbásia, 1946)
- Növényszociológiai vizsgálat helyhez kötött thermal-alga szövetkezeteken. 2 táblázattal (Borbásia, 1949)
- Algae. – Moszatok. Szemes Gáborral (A magyar növényvilág kézikönyve. Budapest, 1951)
- A középdunamedencei thermák mikrovegetációjának összetétele, kialakulási és őstörténeti problémái (Budapest, 1953)